# Gros Michel
Gros Michel (pronunție în franceză [ɡʁo miʃɛl] ), este un soi de banane destinat exportului, fiind până în anii 1950 principala varietate cultivată. Proprietățile fizice ale lui Gros Michel îl fac un produs excelent pentru export, coaja lui groasă făcând-ul rezistent la vânătăi în timpul transportului, iar ciorchinii denși în care crește îi facilitează transportul.

## Taxonomie
Gros Michel este un soi triploid al bananierului sălbatic Musa acuminata, aparținând grupei AAA.
Denumirea sa oficială este Musa acuminata (Grupul AAA) „Gros Michel”.
Sinonime ale acestei specii includ:
- Musa acuminata L. cv. Gros Michel
- Musa × paradisiaca L. cv. Gros Michel

Gros Michel este cunoscut ca Guineo Gigante, Banano și Plátano Roatán în spaniolă . Este, de asemenea, cunoscut sub numele de Pisang Ambon în Filipine și Indonezia, Thihmwe în Birmania, Chek Ambuong în Cambodgia, Kluai hom thong în Thailanda, Pisang Embun în Malaezia și Chuoi Tieu Cao #2 în Vietnam .

## Istoria cultivării

### Popularitate timpurie și declin

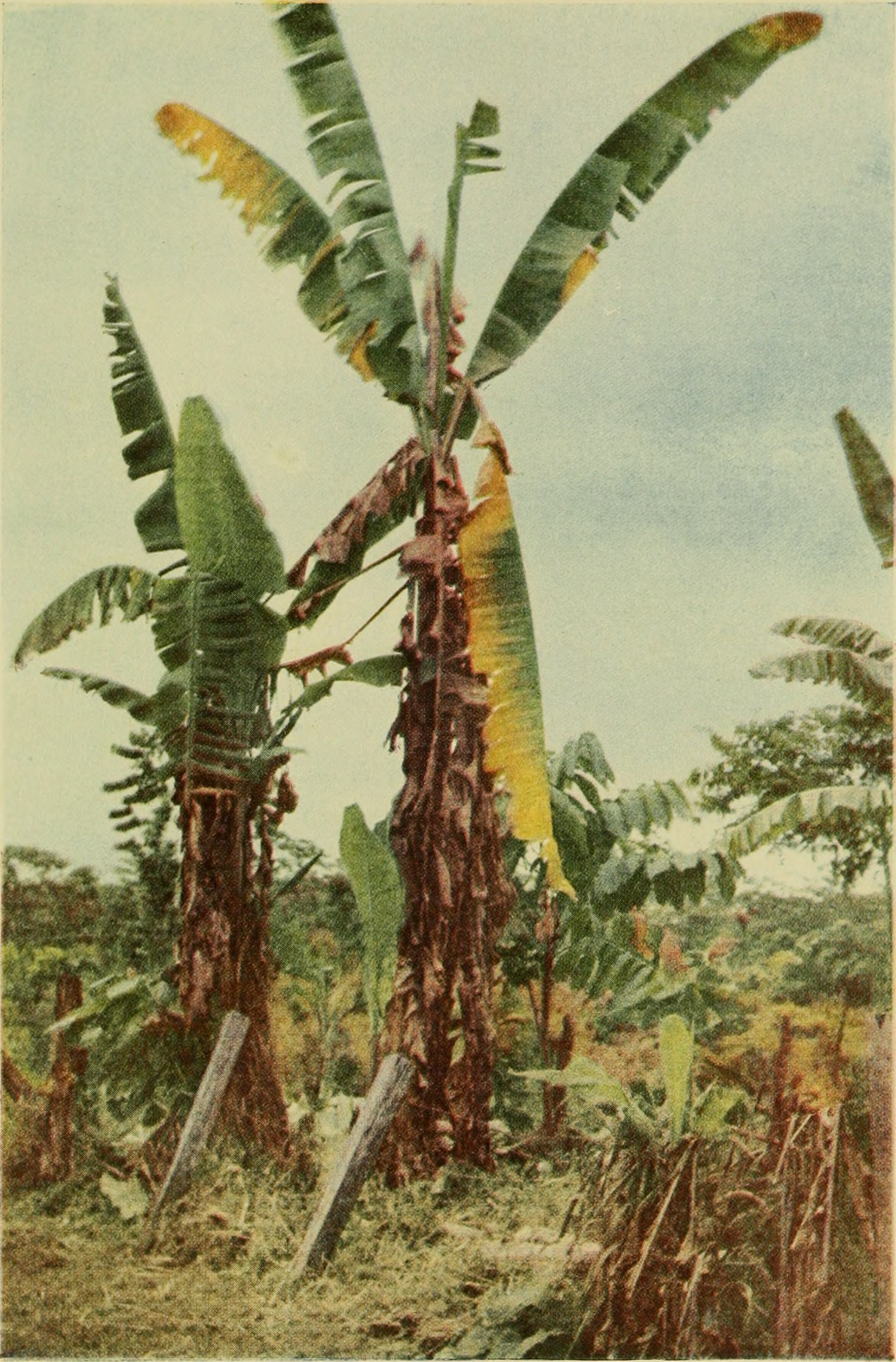
Brandes: Banana Wilt — Plante de bananieri din soiul Gros Michel din Costa Rica atacate de organismul ofilirii. (1919)

Naturalistul francez Nicolas Baudin a adus câteva cormii din această banană din Asia de Sud-Est, depozitându-le într-o grădină botanică pe insula Caraibiană Martinique. În 1835, botanistul francez Jean François Pouyat a adus fructul lui Baudin din Martinique în Jamaica.  Inițial numite „Figue Baugin” (Smochina lui Baudin), fructele au fost apoi numite „Poyo”, după importatorul lui Jamaican. Originea denumirii de „Gros Michel” este necunoscută. 
Bananele Gros Michel au fost crescute în plantații masive în Honduras, Costa Rica și în alte părți ale Americii Centrale. Soiul a fost la un moment dat banana ce domina exportul către Europa și America de Nord, crescută fiind în America Centrală, dar, în anii 1950, Boala Panama, o ofilire cauzată de ciuperca Fusarium oxysporum f.sp. cubense,⁠(d) a eliminat terenuri vaste de plantații de Gros Michel din America Centrală, dar soiul încă este crescut în părți neinfectate din regiune.
Până în anii 1960, exportatorii de banane Gros Michel nu au fost capabili să continue să vândă o specie așa susceptibilă, așa că au început să crească specii mai rezistente, aparținând subgrupului Cavendish (altă Musa acuminata AAA).
O lucrare din 2013 descrie experimente realizate cu scopul de a crea o versiune de Gros Michel rezistentă la sigatoka neagră, altă infecție fungioasă.